# مرت چلیک
مرت چلیک (انگلیسی: Mert Çelik؛ زادهٔ ۱۰ ژوئن ۲۰۰۰) بازیکن فوتبال است.
وی همچنین در تیم‌های ملی فوتبال زیر ۲۰ سال ترکیه، و زیر ۲۱ سال جمهوری آذربایجان بازی کرده‌است.